# Slaves and Masters
Slaves and Masters är ett musikalbum av Deep Purple från 1990. Med i bandet var gitarristen Ritchie Blackmore, keyboardisten Jon Lord, basisten Roger Glover, trummisen Ian Paice och den forne Rainbow-sångaren Joe Lynn Turner. Skivan innehåller två smärre hits, "King of Dreams", som kännetecknas av basisten Roger Glovers slapstil, och balladen "Love Conquers All". Soundet påminner om Rainbows 80-talsalbum. Slaves and Masters är det trettonde studioalbumet och släpptes den 22 oktober 1990. Innan de anställde Turner övervägde bandet sångaren Jimi Jamison från Survivor, men hans andra åtaganden gjorde honom otillgänglig.
Efter släppet nådde Slaves and Masters plats 87 på US Billboard 200-listan.[5] Albumet sålde dramatiskt under förväntan, särskilt jämfört med Deep Purples föregående album, The House of Blue Light, som med Gillan på sång hade nått plats 34 på samma lista i USA.[5] En låt från inspelningarna av Slaves and Masters omarbetades för soundtracket till filmen Fire, Ice and Dynamite (1990). Jon Lord spelade inte på denna låt, som utfördes av de fyra andra medlemmarna från Mark V-upplagan av Deep Purple. Trots det svaga försäljningsresultatet hade Deep Purple en relativt framgångsrik turné till stöd för albumet under 1991, särskilt på bandets europeiska etapp. Turner var fortfarande medlem i gruppen när de började skriva och spela in sitt nästa album 1992, men under press från managers som siktade på en 25-årsjubileumsturné, beslutade Deep Purple till slut att återuppliva Mark II-upplagan för sitt studioalbum från 1993, The Battle Rages On.... En handfull arbetslåtar som ursprungligen var tänkta för uppföljaren till Slaves and Masters skulle dyka upp på efterföljande soloalbum av Turner.
"Too Much Is Not Enough" hade spelats in av Turner för den outgivna uppföljaren till hans första soloalbum, Rescue You, och spelades också in av Paul Rodgers och Kenney Jones band The Law, men de släppte aldrig låten. Turners originalversion kan hittas på bootlegalbumet Demos '88 - 91 och The Law-versionen på bootlegalbumet The Law II. Turner spelade om låten för sitt album Hurry Up and Wait (1998).

## Musikvideor
Albumet marknadsfördes på tv med musikvideor till låtarna "King of Dreams" och "Love Conquers All", båda med bandet. Videon för "King of Dreams", regisserad av James Foley, spelades in vid Santa Cruz Beach Boardwalk och hade skådespelerskan Betsy Lynn George, som tidigare hade medverkat i Billy Idols video till "Cradle of Love" samma år.[6] Videon till "Love Conquers All" regisserades av Storm Thorgerson, tidigare medlem i det legendariska albumcover-designteamet Hipgnosis.

## Liveframträdanden
Bandet spelade de flesta av låtarna från albumet under sin världsturné 1991, med en setlist som även inkluderade två låtar – "Burn" och "Hey Joe" – som alltid hade blivit nedröstade av Ian Gillan. Deep Purple har inte spelat några låtar från Slaves and Masters live sedan 1991 års turné. Joe Lynn Turner har vid flera tillfällen framför "King of Dreams", "The Cut Runs Deep" och "Love Conquers All" under sina egna solo-framträdanden. Turner framförde även "King of Dreams" tillsammans med en annan före detta Deep Purple-medlem, Glenn Hughes, som en del av setlistan under Hughes Turner Projects europeiska och japanska turnéer 2002. Denna version kan hittas på HTP:s livealbum Live in Tokyo (2002).

## Låtförteckning
1. "King of Dreams" (Joe Lynn Turner, Ritchie Blackmore, Roger Glover) – 5:26
2. "The Cut Runs Deep" (Turner, Blackmore, Glover, Jon Lord, Ian Paice) – 5:42
3. "Fire in the Basement" (Turner, Blackmore, Glover, Lord, Paice) – 4:43
4. "Fortuneteller" (Turner, Blackmore, Glover, Lord, Paice) – 5:49
5. "Truth Hurts" (Turner, Blackmore, Glover) – 5:14
6. "Breakfast in Bed" (Turner, Blackmore, Glover) – 5:17
7. "Love Conquers All" (Turner, Blackmore, Glover) – 3:47
8. "Too Much Is Not Enough" (Turner, Bob Held, Al Greenwood) – 4:17
9. "Wicked Ways" (Turner, Blackmore, Glover) – 6:33